# Medesano
Medesano là một đô thị ở tỉnh Parma ở vùng Emilia-Romagna của Italia, tọa lạc cách khoảng 100 km về phía tây bắc của Bologna và khoảng 15 km về phía tây nam của Parma. Đến thời điểm ngày 31 tháng 12 năm 2004, đô thị này có dân số9.637 và diện tích là 88,8 km².
Đô thị Medesano bao gồmfrazioni (đơn vị trực thuộc, làng) Arduini, Ca'Bernini, Ca'Dordone, Ca'Rettori, Casa di Cura, Case Caselli, Case Faggi, Casa Matteo, Cavicchiolo, Divisione Julia, Felegara, Ferrari, Il Novellino, La Carnevala, Mezzadri, Pianezza, Ramiola, Roccalanzona, Sant'Andrea Bagni, Troilo, and Varano Marchesi.
Medesano tiếp giáp các đô thị sau đây: Collecchio, Fidenza, Fornovo di Taro, Noceto, Pellegrino Parmense, Salsomaggiore Terme, Varano de' Melegari.